# Heterophyes heterophyes
Heterophyes heterophyes is een soort in de taxonomische indeling van de platwormen (Platyhelminthes). De worm is tweeslachtig en kan zowel mannelijke als vrouwelijke geslachtscellen produceren. De soort leeft in zeer vochtige omstandigheden en komt onder andere voor in het noorden van Afrika, Korea, en landen als Turkije, China, Japan, Taiwan en de Filipijnen. De worm wordt 1 tot 1,7 millimeter groot en heeft een maximale breedte van 0,35 millimeter. Mensen kunnen besmet worden met deze worm (ook wel parasiet). Wanneer mer echter alleen eitjes aanwezig zijn, zijn deze slecht te onderscheiden van enkele andere soorten platwormen.
De platworm behoort tot het geslacht Heterophyes en behoort tot de familie Heterophyidae. De wetenschappelijke naam van de soort werd voor het eerst geldig gepubliceerd in 1853 door Siebold.